# Eiji Okuda

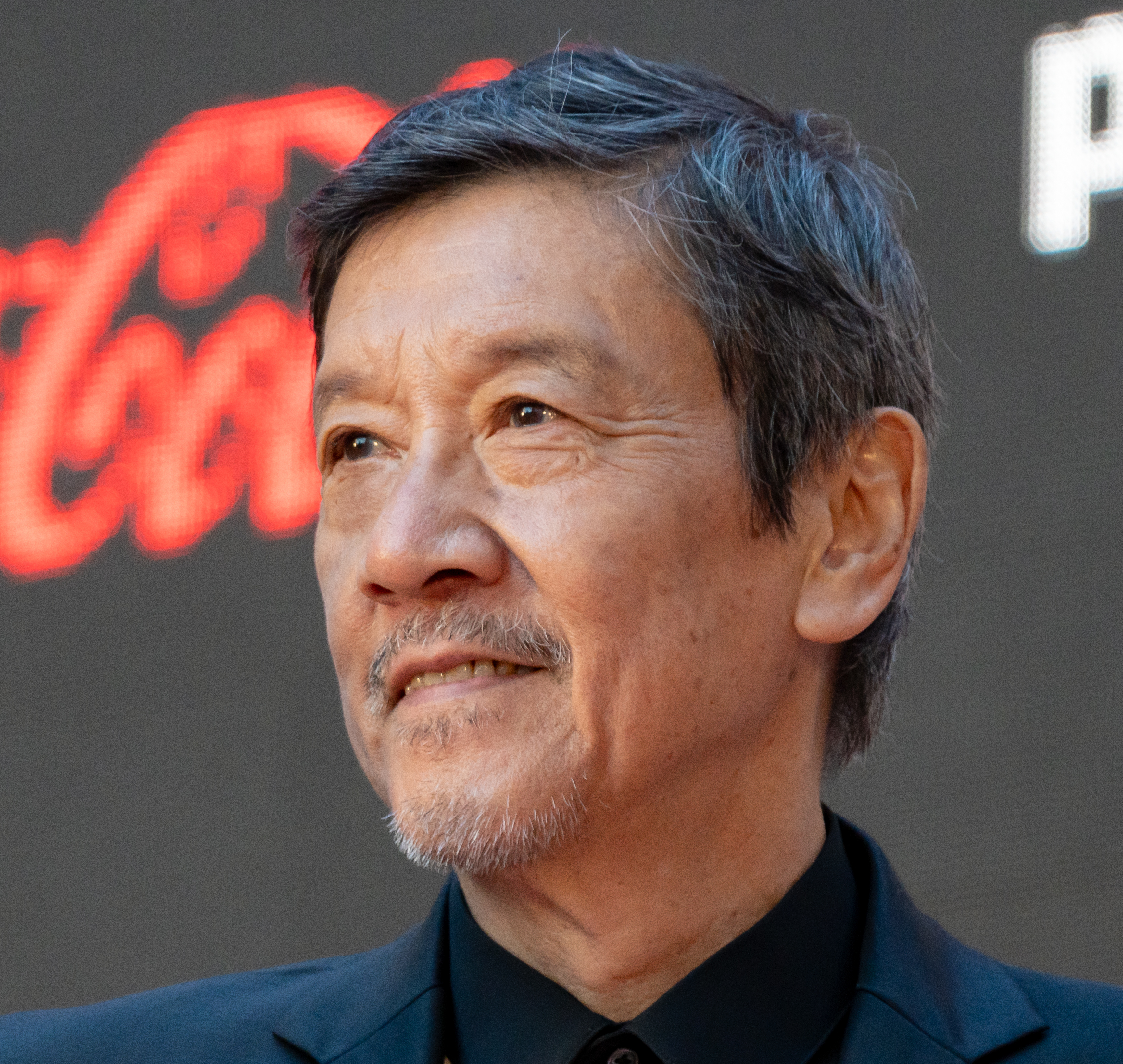
Eiji Okuda (2023)

Eiji Okuda (jap. 奥田 瑛二 Okuda Eiji; * 18. März 1950 in Kasugai) ist ein japanischer Schauspieler und Regisseur. 1990 wurde er für die Rolle des Mönches Honkakubo in Der Tod eines Teemeisters bei den Japanese Academy Award in der Kategorie Bester Hauptdarsteller nominiert. Seit 2001 führt er selbst Regie, ist aber auch weiterhin als Schauspieler zu sehen.

## Filmografie (Auswahl)
Als Schauspieler
- 1989: Der Tod eines Teemeisters (千利休)
- 1991: The Pianist
- 2001: Shōjo (少女〜an adolescent)
- 2004: Runin (るにん)
- 2005: Yamato – The Last Battle (男たちの大和)
- 2006: Nagai Sampo (長い散歩)
- 2009: The Legend of Goemon (GOEMON)

Als Regisseur
- 2001: Shōjo
- 2004: Runin
- 2006: Nagai Sampo
- 2008: Kaze no sotogawa
- 2013: Kyoko to Shuichi no baai